# 白边粉背蕨
白边粉背蕨（学名：Aleuritopteris albomarginata），为凤尾蕨科粉背蕨属下的一个植物种。其种加词“albomarginata”意为“白色边缘的”。